# Dinumma
Dinumma là một chi bướm đêm thuộc họ Erebidae.

## Loài
- Dinumma deponens Walker, 1858 India, Thailand, China, Japan, Korea
- Dinumma combusta (Walker, 1865) Sundaland
- Dinumma hades Bethune-Baker, 1906 New Guinea
- Dinumma inagnulata Hampson, 1902 Sikkim
- Dinumma mediobrunnea Bethune-Baker, 1906 New Guinea
- Dinumma oxygrapha (Snellen, 1880) Singapore, Borneo, Bali, Dammer, Kei, Philippines, Sulawesi
- Dinumma placens Walker, 1858 Sri Lanka
- Dinumma rubiginea (Bethune-Baker, 1908) New Guinea
- Dinumma spiculata Holloway, 2005 Borneo
- Dinumma stygia Hampson, 1926 New Guinea
- Dinumma varians Butler, 1889 India (Himachal Pradesh)